# Wuvulu-Aua jezik
Wuvulu-aua jezik (aua-viwulu, viwulu-aua; ISO 639-3: wuv), jedan od tri zapadnoadmiralitetska jezika kojim danas govori ribarski narod Wuvulu-Aua, oko 1 000 ljudi (1982 SIL); 1 560 (2000) na otocima Aua, Durour, Maty i Wuvulu u provinciji Manus, Papua Nova Gvineja. 
Postoje dva gotovo identična dijalekta: aua i wuvulu (wuu).

## Vanjske poveznice
- Ethnologue (14th)
- Ethnologue (15th)